# Onderwierum (dorp)
Onderwierum is een gehucht in de gemeente Het Hogeland in de Nederlandse provincie Groningen. Het omvat een viertal huizen en een viertal boerderijen iets ten zuiden van Onderdendam. De oude naam van Onderwierum is 'Uldernawerum' (oorkonden in 1378 en 1386). De naam is wel gereconstrueerd als 'Unlanderena wêr-hêm' en wordt zo verklaard als een opgeworpen hoogte (wierde) van mensen die in onland (= moeras) woonden. Ook de naam van Onderdendam wordt zo verklaard.

## Bewoning
Het dorp is gebouwd op twee wierden die ongeveer 200 meter van elkaar vandaan liggen. De zuidelijke wierde is op meerdere plekken doorsneden door sloten en een weg en wordt nu aangeduid als twee afzonderlijke wierden die elk zijn aangewezen als rijksmonument. De afmetingen van de noordelijke wierde, waarop tot in de negentiende eeuw een kerk stond, zijn door Boersma in 1967 vastgesteld op 30 bij 40 meter met als hoogste punt 2,85 meter boven NAP. Beide wierden zijn deels afgegraven. Door Miedema zijn de gebruikerssporen van beide wierden gedateerd op tussen ca. 50 v.Chr. en 400 na Chr. en 800 tot 1400 na Chr. Uit opgravingen van Van Giffen in de jaren 1920 en Miedema in de jaren 1980 is gebleken dat de wierde rond het begin van de jaartelling een vluchtplaats heeft gevormd tijdens overstromingen en er toen ook gewoond werd. Daarna is de plek een aantal eeuwen verlaten geweest, waarna de plek vanaf de middeleeuwen opnieuw werd bewoond. In de loop der eeuwen nam het belang van Onderdendam toe ten koste van Onderwierum. Sinds begin 19e eeuw staan er nog slechts enkele huizen.

## Kerkelijk leven

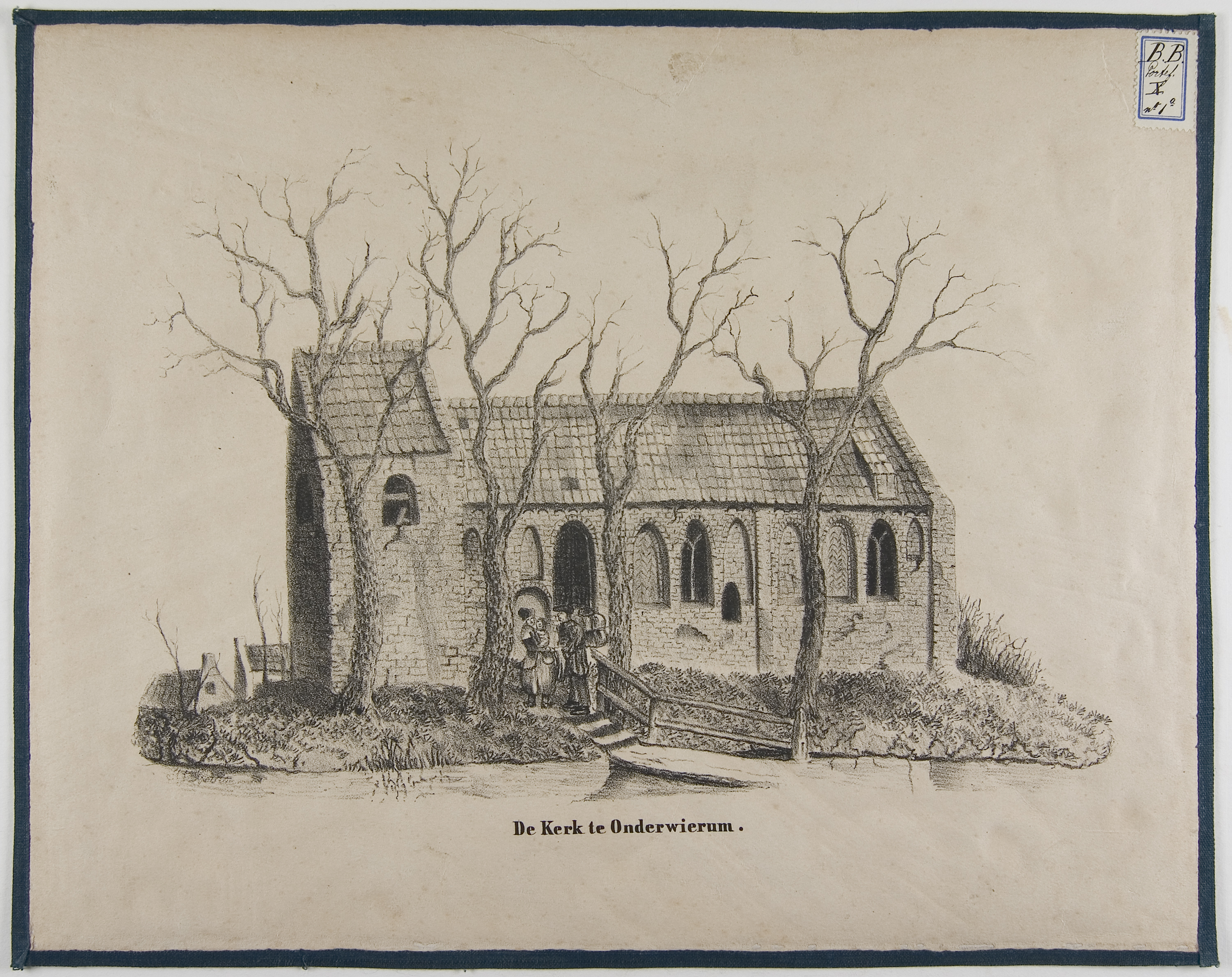
De in 1840 gesloopte oude kerk van Onderwierum op een schets uit ca. 1839. De toren staat los van de kerk, hetgeen op deze schets slecht te zien is.

Waarschijnlijk werd in de 13e eeuw een stenen kerk gebouwd op de wierde. Op een prent uit ca.1839 staat het kerkje afgebeeld als een zaalkerk van 3 traveeën en een rechtgesloten koor. Uit de prent valt af te leiden dat de kerk was opgetrokken in de stijl van de romanogotiek: De traveeën waren van elkaar gescheiden door lisenen en de traveeën hadden meerdere vensters en nissen. De nissen in de middelste en oostelijke traveeën waren opgevuld met visgraatmotieven. De kerk was verder versierd met rondboogfriezen. De afbeelding uit ca. 1839 toont de kerk met vrijstaande klokkentoren, zoals te zien op het kadastrale minuutplan uit 1832. In de toren hing een klok van François Simon uit 1622.

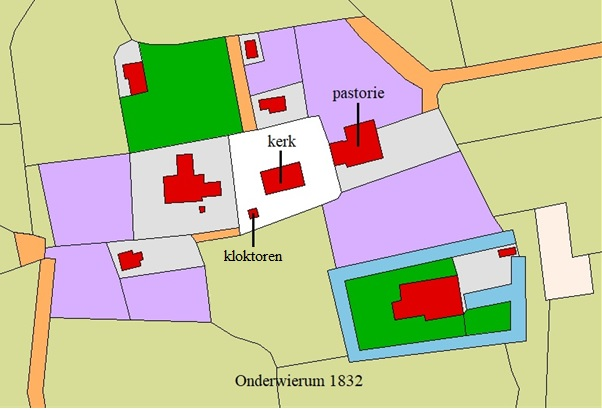
Minuutkaart Kadaster 1832

Midden 15e eeuw vormde Onderwierum een zelfstandig kerspel en begin 16e eeuw had het dorp een eigen priester. Tussen 1604 en 1650 en van 1686 tot 1829 was de gemeente van Onderwierum gecombineerd met die van Westerdijkshorn, waarna Westerdijkshorn fuseerde met de gemeente. In Onderwierum kerkten ook de bewoners van het zuidwestelijke deel van Onderdendam, dat zelf geen kerk had. Kerkgangers uit Onderdendam kwamen over een kerkpad dat liep langs het Oude Bosch ten noorden van Onderwierum. Dit kerkpad, dat deels een kleiweg en deels een 'steenen pad' vormde, werd in de jaren 1930 weggehaald, maar in de jaren 1990 na jaren van politieke en juridische strijd over het recht van overpad met de bewoners van de boerderij op het Oude Bosch opnieuw aangelegd als graspad. De overige inwoners van Onderdendam vielen onder de kerspelen Menkeweer en Bedum.
Met de afbraak van de kerk van Menkeweer in 1828 werd het kerspel Onderwierum samengevoegd met dit kerspel en werd voortaan gekerkt in Onderwierum. De stenen van de vroegere kerk van Menkeweer werden deels gebruikt voor de aanleg van een kerkpad van Menkeweer naar Onderwierum. Om de nieuwe kerkgangers beter te kunnen accommoderen moest eerst achterstallig onderhoud gepleegd. De muur werd versterkt met 1000 stenen uit de kerk van Menkeweer, er werden drie nieuwe grote ramen geplaatst en er kwamen 600 nieuwe dakpannen ter verbetering van het dak. Aanvankelijk bestond er in 1828 al de wens om een nieuwe kerk te bouwen in het meer centraal gelegen Onderdendam. Dit was toen echter niet ingewilligd door het Provinciaal College van Toezicht. In 1835 werd de wens opnieuw uitgesproken en werd een commissie aangesteld die een begroting moest opstellen en een tekening moest maken voor de bouw van de nieuwe kerk. In 1839 kreeg de kerkgemeente groen licht en werd begonnen met de voorbereidingen voor de bouw van de nieuwe kerk in Onderdendam.  In Akte 241 van 30 december 1839 wordt door notaris A.J. van Roijen de afbraak van de kerk en kloktoren  beschreven. Een gedeelte van de materialen wordt hergebruikt en moeten op 1 april 1840 beschikbaar zijn. De kloktoren mag pas na 1 september 1840 worden gesloopt. De klok die oorspronkelijk in Menkeweer luidde en na 1828 op Onderwierum wordt overgebracht naar  de kerk van Onderdendam. De oorspronkelijke klok van Onderwierum wordt voor ƒ 209,= verkocht.   
Het doopbekken uit 1651, de avondmaalstafel uit 1806, de twee oudste grafzerken uit 1642 en 1677 van de vrouwen van twee predikanten en de sleutel van de deur van de vroegere kerk van Onderwierum kregen een plek in de nieuwe Hervormde kerk van Onderdendam.
Naast het kerkhof stond de pastorie, waar lange tijd de predikanten woonden. In 1863 kwam echter een nieuwe pastorie gereed aan de Middelstumerweg 9 in Onderdendam en werd het een gewoon woonhuis. In 1958 werd de pastorie afgebroken, waarna er een bosje werd aangeplant.

## Kerkhof
In 1872, toen de Wet op de Besmettelijke Ziekten werd aangenomen en elk kerkhof een baarhuis moest krijgen, nam de kerkvoogdij het besluit om het kerkhof te sluiten en een nieuwe begraafplaats aan te leggen aan de Stadsweg. De oudste grafzerk op het kerkhof is die van infanteriekapitein Joost de Valck die overleed in 1703, en de nieuwste grafzerk dateert uit 1810. In 1971 wees de gemeente Bedum de wierden van Onderdendam aan als 'gebied met archeologische of landschappelijke waarde'; de opmaat tot aanwijzing als rijksmonument. In 1974 werd het kerkhof door de kerkvoogdij verkocht aan de gemeente Bedum. Rond het kerkhof ligt een pad; de oude lijkweg.

## Omgeving
Het grondgebied van Onderwierum omvat de landerijen tussen de Oude Ae in het westen en het Boterdiep in het oosten. Hier lag vroeger de Onderwierumer polder die eerst bemalen werd door een watermolen (afgebroken in 1958) en vervolgens door het gemaal Haandijk. Dit gemaal is genoemd naar het (in verval geraakte) dijkje dat van het Boterdiep naar de Oude Ae loopt en dat de zuidelijke grens van het kerspel vormde. Ten zuiden van het dorp loopt het Onderwierumermaar, ooit de belangrijkste waterlossing van de Onderwierumerpolder.

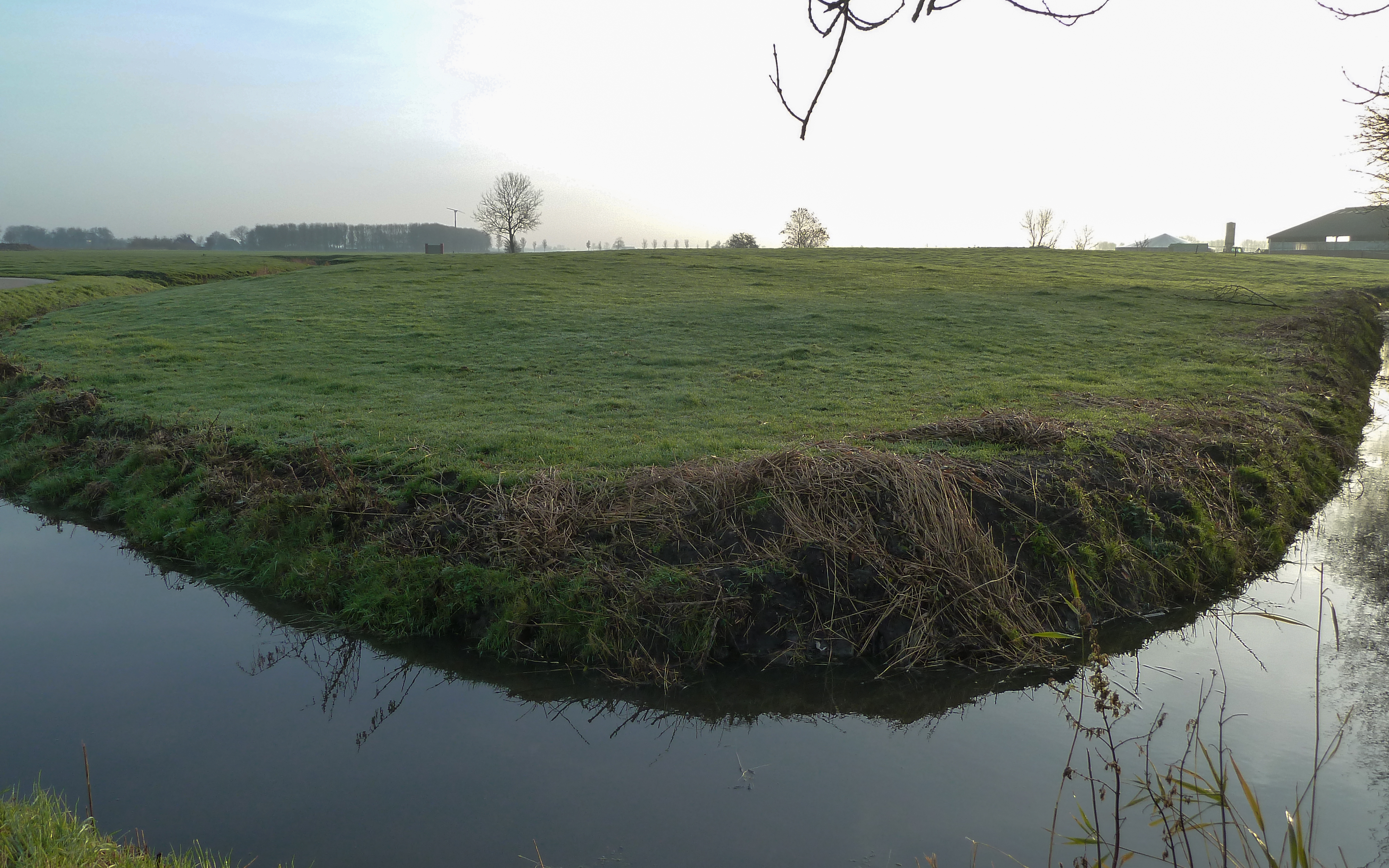
Zuidelijke wierde van Onderwierum
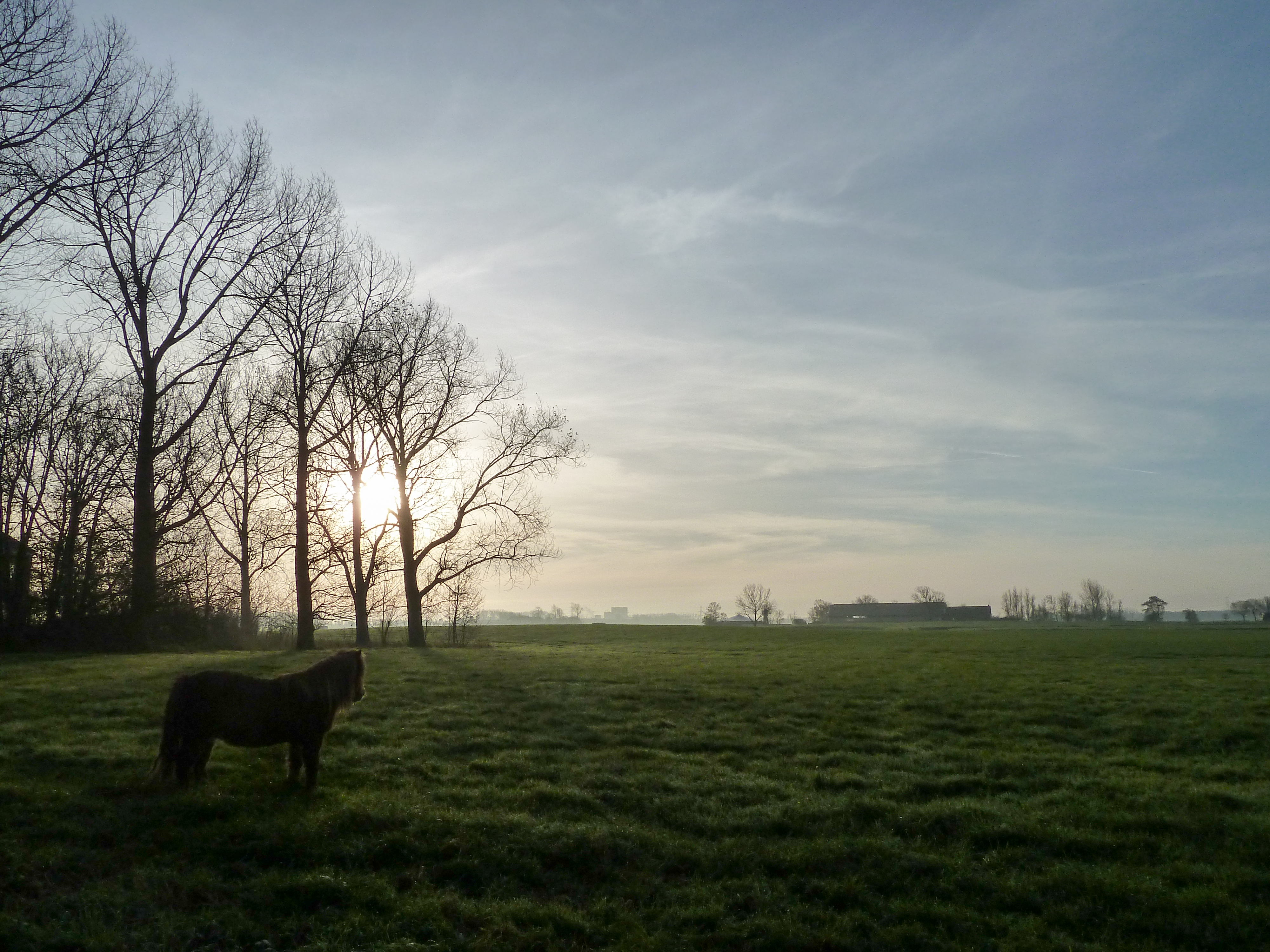
Middelste wierde
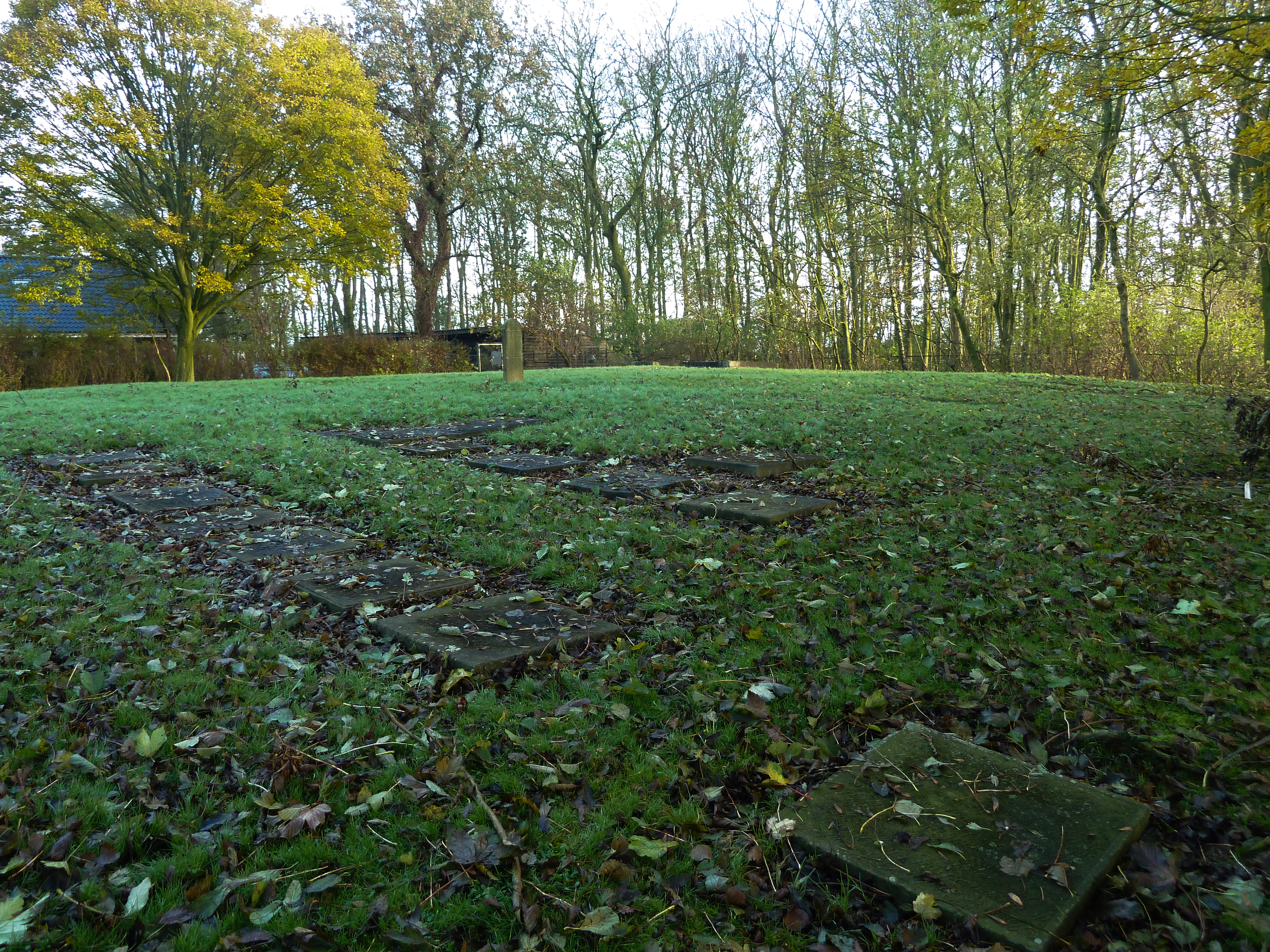
Noordelijke wierde met het kerkhof
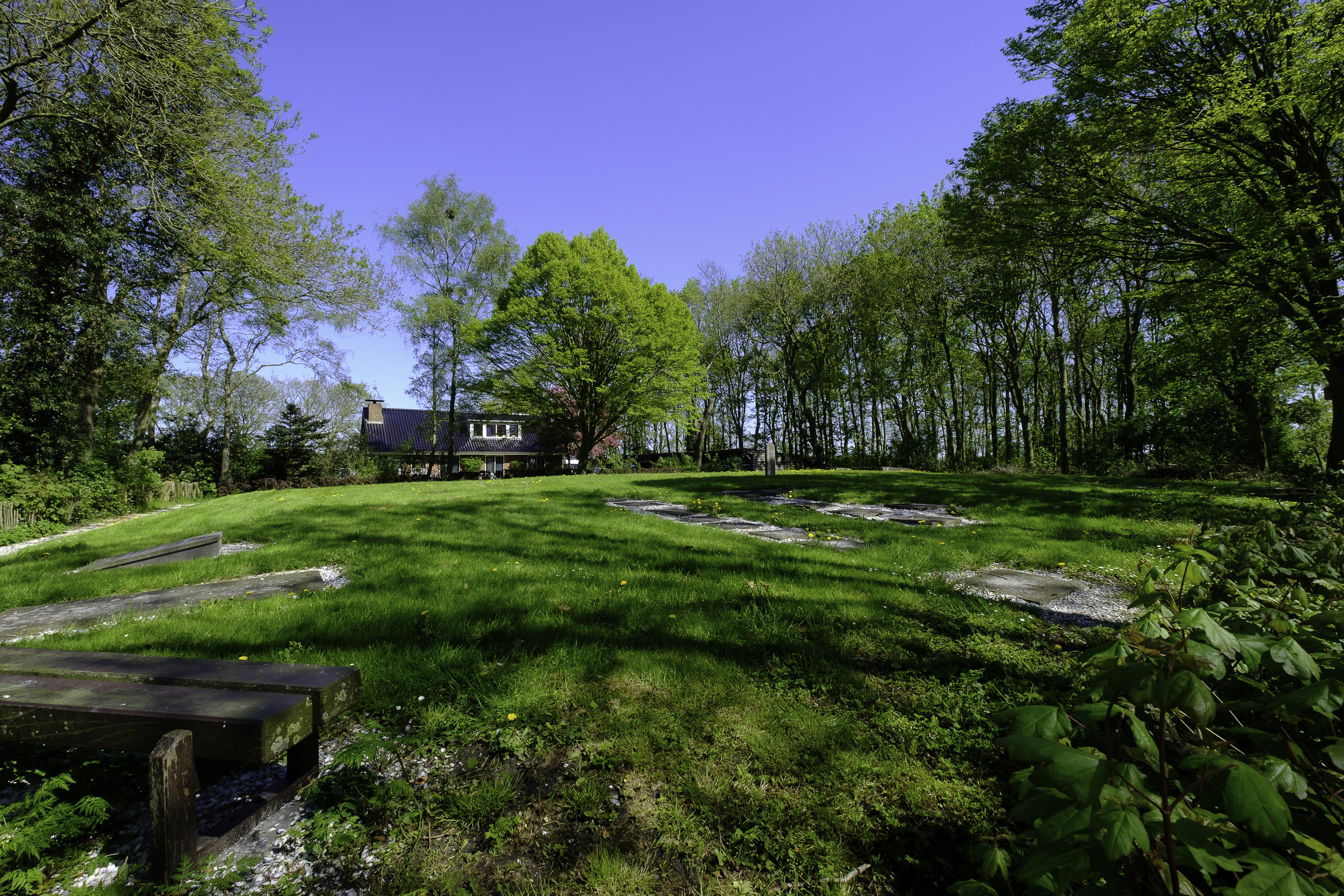
Het kerkhof
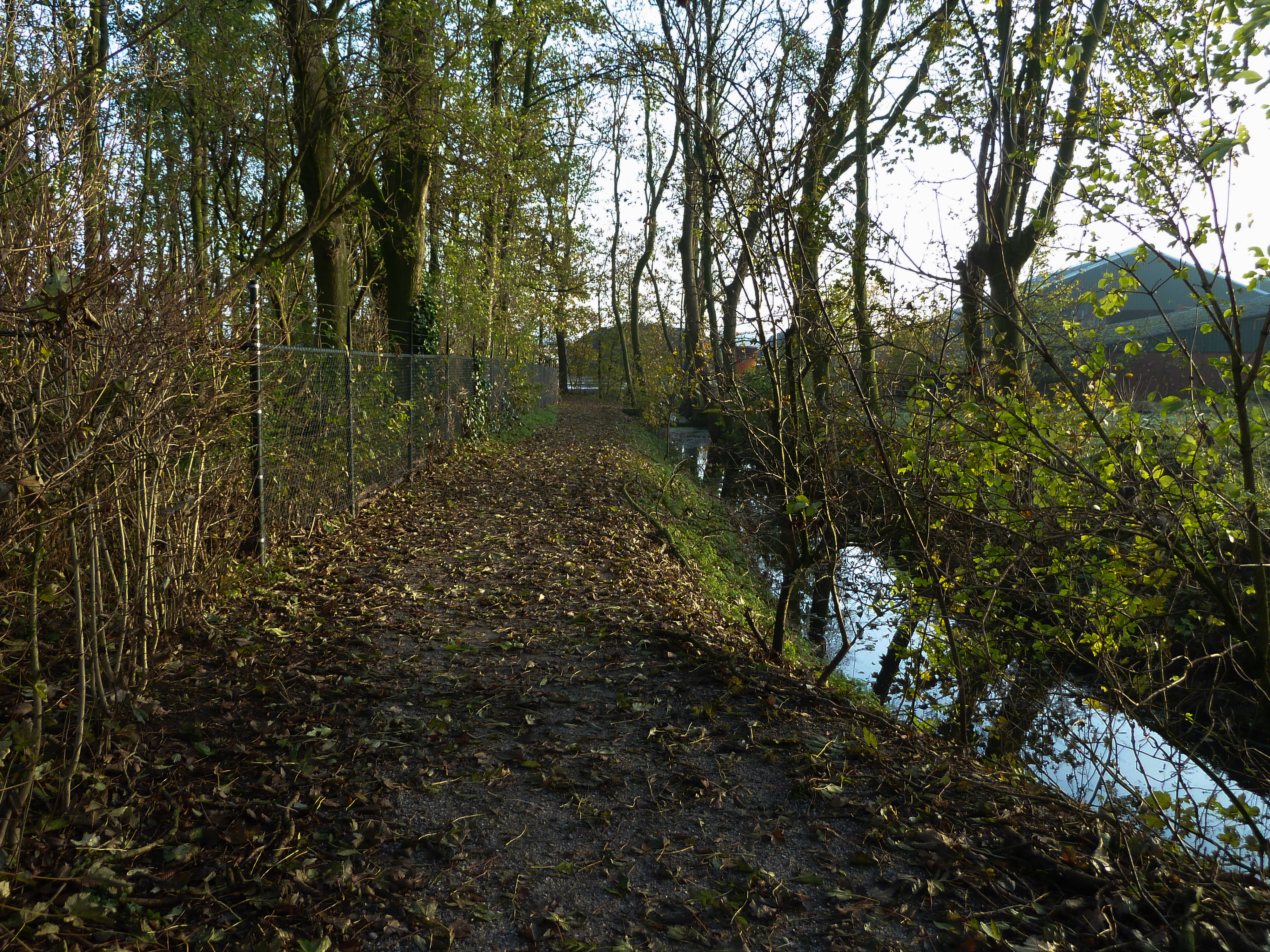
Lijkweg met links het bosje waar vroeger de pastorie stond